# Peter Gadiot

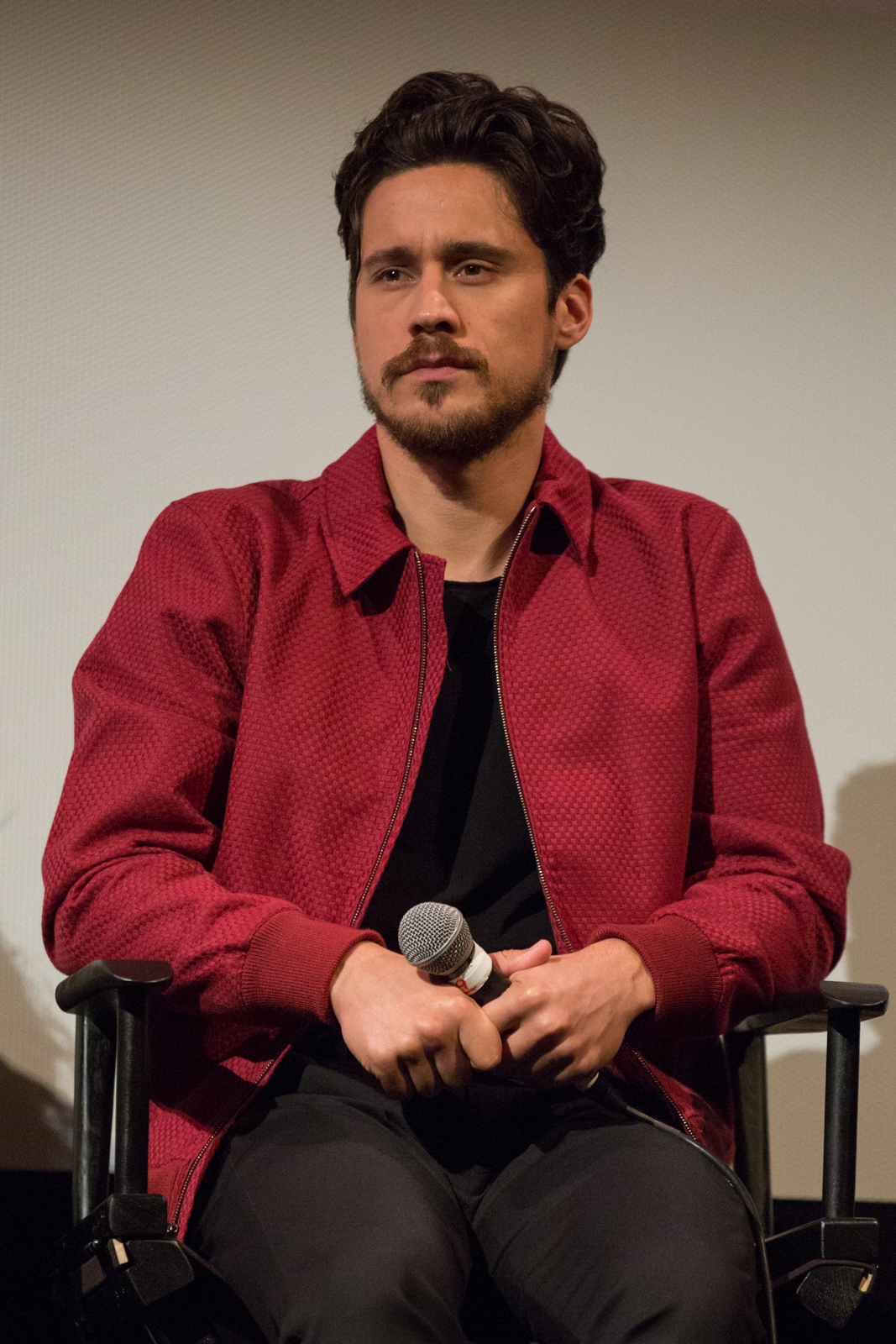
Peter Gadiot (2016)

Peter Gadiot (* 2. Januar 1986 in East Grinstead, Vereinigtes Königreich) ist ein britischer Schauspieler.

## Leben
Peter Gadiot wurde im Januar 1986 in East Grinstead, West Sussex, geboren. Er ist niederländisch-mexikanischer Abstammung, da sein Vater aus den Niederlanden stammt und seine Mutter mexikanischer Abstammung ist. Er spricht fließend Englisch und Spanisch. Er hat einen älteren Bruder. Gadiot studierte am Drama Centre London in London und war in zahlreichen Theaterstücken zu sehen.
Sein Schauspieldebüt gab er in der Fernsehserie My Spy Family. Anschließend stand er neben Tom Felton, Gemma Atkinson und Josh Bowman als Stephen Moore in dem Horrorfilm Night Wolf vor der Kamera, der 2010 veröffentlicht wurde. In The Forbidden Girl verkörperte er die Hauptrolle des Toby McClift. 2013 war er neben Léa Seydoux in dem Kurzfilm Prada: Candy zu sehen.
Von 2013 bis 2014 spielte er eine der Hauptrollen in der Fantasy-Fernsehserie Once Upon a Time in Wonderland, einem kurzlebigen Spin-off von Once Upon a Time – Es war einmal…. Er war als Flaschengeist Cyrus, der Liebhaber von Alice, zu sehen. Seit Juli 2014 verkörpert er die Nebenrolle des ehemaligen Tänzers Caesar in der von El Rey Network ausgestrahlten Action-Fernsehserie Matador. In der 2014 produzierten sechsteiligen Miniserie Tut – Der größte Pharao aller Zeiten schlüpfte Gadiot in die Rolle des Ka. Seit 2016 spielt er eine wiederkehrende Hauptrolle in der US-amerikanischen Fernsehserie Queen of the South. Anfang März 2022 wurde bekannt, dass er die Rolle des Piratenkaisers Rothaar Shanks im Netflix-Original One Piece verkörpern wird.

## Filmografie (Auswahl)
- 2010: My Spy Family (Fernsehserie, Episode 3x17)
- 2010: Night Wolf (13Hrs)
- 2013: The Forbidden Girl
- 2013: Fresh Meat (Fernsehserie, 3 Episoden)
- 2013: Hot Mess
- 2013–2014: Once Upon a Time in Wonderland (Fernsehserie, 13 Episoden)
- 2014: Matador (Fernsehserie, 10 Episoden)
- 2015: Tut – Der größte Pharao aller Zeiten (Tut, Miniserie)
- 2016–2021: Queen of the South (Fernsehserie)
- 2017: Supergirl (Fernsehserie, Episoden 2x12–2x13)
- 2021: Yellowjackets (Fernsehserie, 8 Episoden)
- 2023: Quantum Leap (Fernsehserie, 7 Episoden)
- 2023: One Piece (Fernsehserie, 3 Episoden)